# Miroslav Kordiak
Miroslav Kordiak (* 20. dubna 1950) byl český a československý politik Komunistické strany Československa, poslanec Sněmovny národů Federálního shromáždění a České národní rady za normalizace.

## Biografie
K roku 1981 se profesně uvádí jako vedoucí odboru řízení a kontroly. Ve volbách roku 1981 zasedl jako bezpartijní do české části Sněmovny národů (volební obvod č. 37 - Teplice, Severočeský kraj). Ve Federálním shromáždění setrval do konce funkčního období, tedy do voleb roku 1986. Pak ve volbách roku 1986 přešel do České národní rady, nyní již jako člen KSČ. Setrval zde do konce funkčního období, tedy do voleb roku 1990. Netýkal se ho proces kooptací do ČNR po sametové revoluci.